# Prag–Karlovy Vary–Prag
Prag–Karlovy Vary–Prag (tschechisch Praha–Karlovy Vary–Praha) war ein tschechisches Eintagesrennen, das zwischen der tschechischen Hauptstadt Prag und dem Kurort Karlovy Vary (Karlsbad) gefahren wurde. Die Länge dieses Eintagesrennens betrug in der Regel 240 bis 285 Kilometer. In einigen Jahren war die Strecke einige Kilometer kürzer oder länger, abhängig von teilweisen Änderungen auf der Strecke, die durch Straßenarbeiten bedingt waren. Es war bis 1994 ausschließlich Amateuren vorbehalten. Traditionell wurde das Rennen zum Ende der Radsportsaison Ende September oder Anfang Oktober veranstaltet.

## Geschichte
Das erste Rennen fand im Jahr 1921 statt. Prag–Karlovy Vary–Prag wurde regelmäßig bis 1989 veranstaltet. Unterbrechungen gab es durch den Zweiten Weltkrieg und im Jahr des Prager Frühlings 1968. Jan Veselý gewann das Rennen achtmal und ist damit der erfolgreichste Radrennfahrer auf diesem Kurs. Vier weitere Fahrer konnten das Rennen dreimal gewinnen. Bis 1930 starteten nur tschechische Fahrer, danach wurde das Rennen unter Beteiligung ausländischer Rennfahrer veranstaltet. Die ersten internationalen Starter nach dem Zweiten Weltkrieg kamen aus Frankreich und Polen. 2005 wurde das Rennen erneut in den internationalen Rennkalender der Union Cycliste International (UCI) aufgenommen, nachdem es bis 1989 Bestandteil des Kalenders des Amateurverbandes Fédération Internationale Amateur de Cyclisme (FIAC) war. Nachdem es für die Saison 2011 von der UCI nicht in die Elitekategorie aufgenommen wurde und die Organisatoren über mangelnde Unterstützung des nationalen Verbandes klagten, stellten die Veranstalter das Rennen ein. Insgesamt sieben deutsche Radrennfahrer konnten das jeweils einmal gewinnen: Karl-Heinz Kazmierzak, Martin Goetze, Hans-Joachim Hartnick, Wolfgang Lötzsch, Eric Baumann, Danilo Hondo und Andreas Schillinger.

## Palmarès
- 1921 Josef Proda-Procházka, Tschechoslowakische Republik
- 1922 Bohumil Rameš, Tschechoslowakische Republik
- 1923 Karel Červenka, Tschechoslowakische Republik
- 1924 nicht ausgetragen
- 1925 Karel Červenka, Tschechoslowakische Republik
- 1926 Karel Červenka, Tschechoslowakische Republik
- 1927 Ladislav Císař, Tschechoslowakische Republik
- 1928 František Chytil, Tschechoslowakische Republik
- 1929 Ladislav Brůžek, Tschechoslowakische Republik
- 1930 Ladislav Brůžek, Tschechoslowakische Republik
- 1931 Karel Frič, Tschechoslowakische Republik
- 1932 Karel Frič, Tschechoslowakische Republik
- 1933 Karel Frič, Tschechoslowakische Republik
- 1934 Leo Nielsen, Dänemark
- 1935 Frode Sørensen, Dänemark
- 1936 Otakar Rozvoda, Tschechoslowakische Republik
- 1937 Otakar Rozvoda, Tschechoslowakische Republik
- 1938 Otakar Rozvoda, Tschechoslowakische Republik
- 1939–1945 nicht ausgetragen
- 1946 Jan Veselý, Tschechoslowakei
- 1947 Jan Veselý, Tschechoslowakei
- 1948 Jan Veselý, Tschechoslowakei
- 1949 Jan Veselý, Tschechoslowakei
- 1950 Jan Veselý, Tschechoslowakei
- 1951 Jan Veselý, Tschechoslowakei
- 1952 Karel Nesl, Tschechoslowakei
- 1953 Jan Kubr, Tschechoslowakei
- 1954 Jan Veselý, Tschechoslowakei
- 1955 Jan Veselý, Tschechoslowakei
- 1956 Jean Maunier, Frankreich
- 1957 Josef Křivka, Tschechoslowakei
- 1958 Rudolf Revay, Tschechoslowakei
- 1959 Jan Kubr, Tschechoslowakei
- 1960 Rudolf Revay, ČSSR
- 1961 Jaroslav Kvapil, ČSSR
- 1962 Jaroslav Kvapil, ČSSR
- 1963 Jan Smolík, ČSSR
- 1964 Jaroslav Kvapil, ČSSR
- 1965 Ján Svorada, ČSSR
- 1966 Karl-Heinz Kazmierzak, DDR
- 1967 Petr Hladík, ČSSR
- 1968 nicht ausgetragen
- 1969 Jiří Vlček, ČSSR
- 1970 Antonín Bartoníček, ČSSR
- 1971 Jiří Háva, ČSSR
- 1972 Zdeněk Bartoníček, ČSSR
- 1973 Jørgen Emil Hansen, Dänemark
- 1974 Vlastimil Moravec, ČSSR
- 1975 Michal Klasa, ČSSR
- 1976 Zdeněk Bartoníček, ČSSR
- 1977 Zdeněk Hebeda, ČSSR
- 1978 Teodor Černý, ČSSR
- 1979 Martin Goetze, DDR
- 1980 Teodor Černý, ČSSR
- 1981 Hans-Joachim Hartnick, DDR
- 1982 Vendelín Kvetan, ČSSR
- 1983 Vladimír Dolek, ČSSR
- 1984 Josef Dvořák, ČSSR
- 1985 Jiří Trávníček, ČSSR
- 1986 Wolfgang Lötzsch, DDR
- 1987 Stanislav Masiar, ČSSR
- 1988 Miroslav Sýkora, ČSSR
- 1989 Otakar Fiala, ČSSR
- 1990–2005 nicht ausgetragen
- 2006 Matija Kvasina, Kroatien
- 2007 Stanislav Kozubek, Tschechische Republik
- 2008 Eric Baumann, Deutschland
- 2009 Danilo Hondo, Deutschland
- 2010 Andreas Schillinger, Deutschland